# White Melrose (manzana)
White Melrose es una  variedad cultivar de manzano (Malus domestica).
Es una variedad de manzana, que fue documentada por primera vez en un catálogo de las frutas cultivadas en el jardín de la "Horticultural Society of London" en 1826, pero probablemente se cultivó durante algún tiempo antes en los condados fronterizos de Escocia. Las frutas tienen una carne tierna y jugosa con una textura que se derrite y un sabor equilibrado entre dulce y picante, lo que la convierte en una manzana refrescante para comer fresca.

## Sinónimos
- "Melrose".

## Historia
'White Melrose' es una variedad de manzana, que fue documentada por primera vez en un catálogo de las frutas cultivadas en el jardín de la "Horticultural Society of London" en 1826, pero probablemente se cultivó durante algún tiempo antes en los condados fronterizos de Escocia. En su edición de 1851 de "British Pomology", Robert Hogg la describe como "Esta es una vieja manzana escocesa, cuyo cultivo se limita exclusivamente a los condados fronterizos, donde probablemente fue introducida por primera vez por los monjes de Melrose Abbey (Escocia)". Aunque es una de las manzanas más populares de los huertos de "Tweedside", no parece haber sido conocida más allá de su propio distrito, se cree que esta variedad se originó quizás incluso ya en 1600 con los monjes en Melrose Abbey. La 'White Melrose' es sin duda la más grande y una de las manzanas más útiles de las que Escocia puede presumir, y se cultiva casi exclusivamente en las partes del norte de Inglaterra y en la zona fronteriza de Escocia, y prospera en áreas expuestas con climas más fríos.
'White Melrose' se cultiva en diversos repositorios de cultivos vivos tales como en National Fruit Collection (Colección Nacional de Fruta) de Reino Unido con el número de accesión: 1967-057 y nombre de accesión : Melrose (1).

## Características
'White Melrose' árbol de extensión erguida, moderadamente vigoroso. Da fruto en espuelas. Proporciona cosechas abundantes. Tiene un tiempo de floración que comienza a partir del 5 de mayo con el 10% de floración, para el 10 de mayo tiene una floración completa (80%), y para el 18 de mayo tiene un 90% caída de pétalos.
'White Melrose' tiene una talla de fruto grande con una altura promedio de 76.00mm, y anchura promedio de 82.00mm; forma globoso cónica; con nervaduras fuertes, corona fuerte irregular; epidermis con color de fondo amarillo verdoso en la cara sombreada, lavado de rubor naranja con lenticelas rojas en la cara expuesta al sol, a veces con ruginoso-"russeting", ruginoso-"russeting" (pardeamiento áspero superficial que presentan algunas variedades) bajo; pedúnculo muy corto y de calibre medio, colocado en una cavidad profunda de forma irregular que a veces tiene ruginoso-"russeting que irradia de él; cáliz mediano y cerrado, ubicado en una cuenca profunda, estrecha y arrugada-plisada. Una vez madura, la superficie de la piel tiene una sensación muy grasa; pulpa de color verdoso, con textura cremosa, firme, crujiente y jugosa, sabor dulce y sabroso con algo de picante.
Su tiempo de recogida de cosecha se inicia a principios de septiembre. Necesita uno o dos semanas de almacenamiento para desarrollar su textura y aroma finos y perder parte de su amargor.

## Usos
Una buena manzana fresca de mesa cuando está completamente madura. La fruta que no ha madurado completamente en árboles es excelente para hornear mantiene su forma cuando se cocina.

## Ploidismo
Diploide, auto estéril, que para producir necesita la proximidad de una fuente adecuada de polen. Grupo de polinización: C, Día: 10.